# Heřmaň (district de České Budějovice)
Pour les articles homonymes, voir Heřmaň.
Heřmaň (en allemand : Hermannsdorf) est une commune du district de České Budějovice, dans la région de Bohême-du-Sud, en République tchèque. Sa population s'élevait à 207 habitants en 2023.

## Géographie
Heřmaň se trouve à 8 km au sud-sud-est de České Budějovice et à 130 km au sud-sud-est de Prague.
La commune est limitée par Nedabyle au nord, par Borovnice à l'est, par Doudleby au sud et par Plav à l'ouest.

## Histoire
La première mention écrite du village date de 1400.

## Galerie

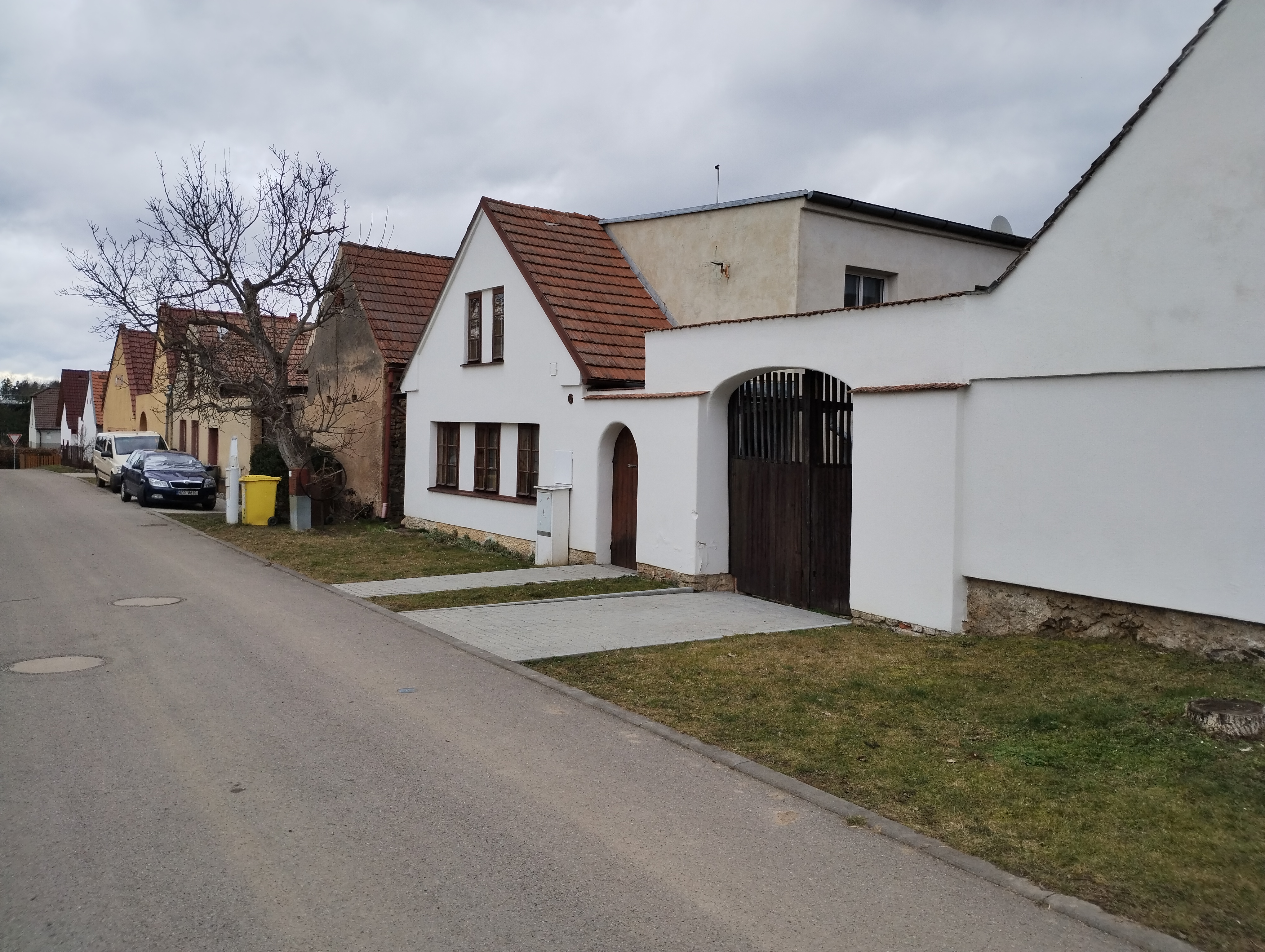
Une rue de Heřmaň.
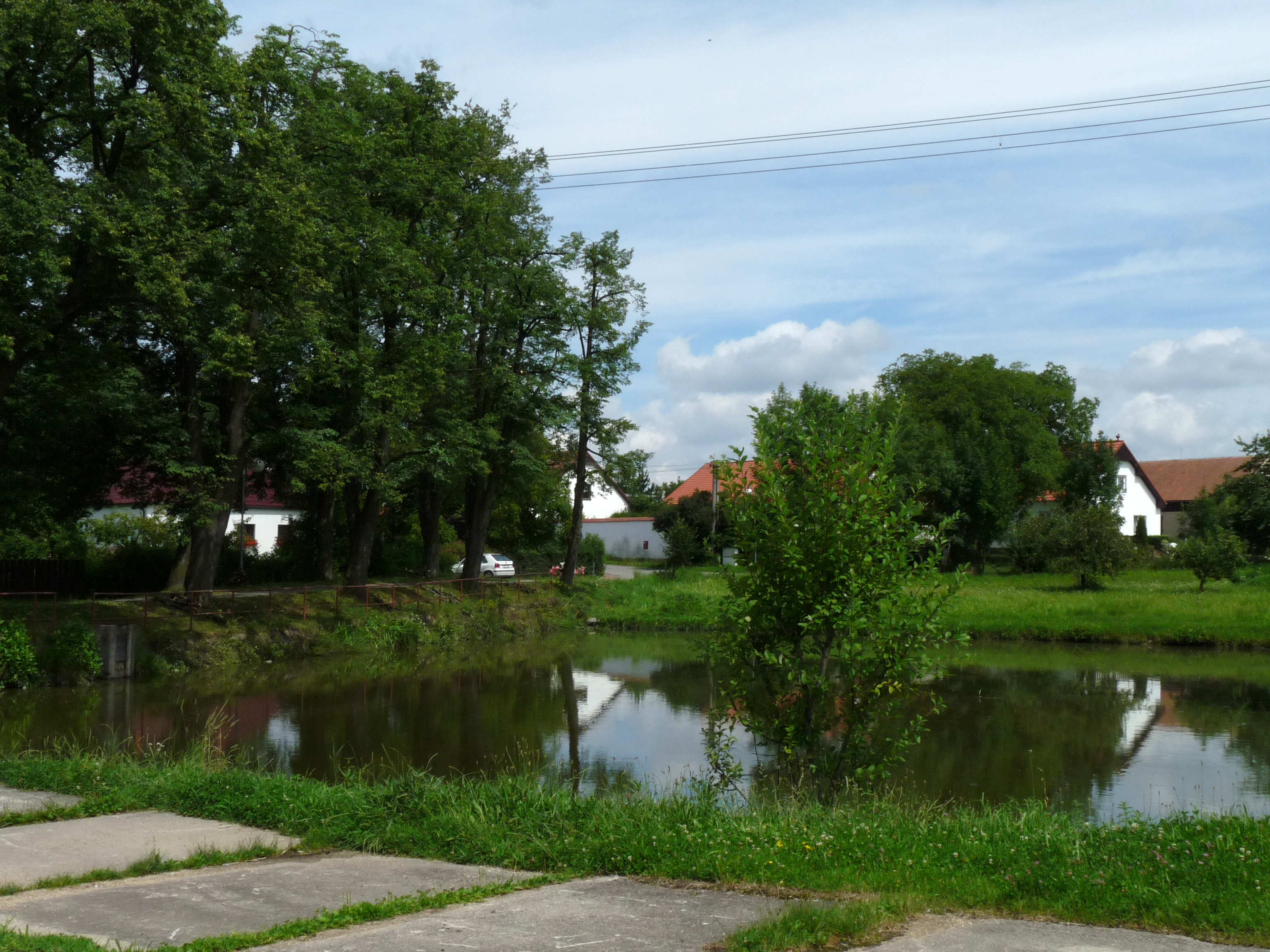
Étang au centre de Heřmaň.

## Transports
Par la route, Heřmaň se trouve à 10 km de České Budějovice et à 160 km de Prague.